# Direct Action (Film)
Direct Action ist ein 2004 erschienener US-amerikanischer Actionfilm mit Dolph Lundgren in der Hauptrolle.

## Handlung
Der Polizeiveteran Frank Gannon will nach vielen Jahren seinen Job bei der Direct Action Task Force der Polizei von Los Angeles kündigen. Mit einer unerfahrenen Kollegin Billie Ross steht ihm eine letzte Nacht bevor. Dabei beobachtet er, wie korrupte Kollegen mit afghanischen Drogenhändlern verhandeln. Danach entschließt er sich gegen die Polizeikorruption vorzugehen und vor einem Korruptionsausschuss auszusagen. Als seinen Kollegen klar wird, dass sie ihn nicht umstimmen können, versuchen sie ihn während seiner letzten Schicht vor dem Termin beim Korruptionsausschuss zu ermorden.

## Hintergrund
Der Film erschien in einer FSK-18-Fassung und in einer um 2:10 Minuten gekürzten FSK-16-Fassung.

## Kritik
Der Film erhielt überwiegend schlechte Kritiken, seine Bewertung in der IMDb lag im April 2008 bei 4.8 (von 10).

„Dem alternden Action-Star Dolph Lundgren auf den Leib geschriebener Thriller, der sich mit Verfolgungsjagden leidlich über die Runden bringt.“